# José Ignacio Llorens
José Ignacio Llorens Torres (Lérida, 16 de mayo de 1943) es un político español. Fue diputado en las Cortes Generales por el Partido Popular, representando a la circunscripción de Lérida.

## Biografía
Llorens es licenciado en Ingeniería Agronómica por la Escuela Técnica Superior de Ingenieros Agrónomos de Madrid y funcionario de carrera. Fue presidente de la Asociación Nacional de Ingenieros Agrónomos del IRYDA (1977-1982).
Se inició en el mundo de la política en Alianza Popular y fue elegido diputado en Cortes Generales por la circunscripción de Lérida en la II y III. No pudo conservar su escaño en las elecciones de 1989, ya bajo las siglas del Partido Popular, y encabezó la lista de Lérida en las Elecciones al Parlamento de Cataluña de 1992, logrando el acta de diputado. Llorens abandonaría el Parlamento catalán un año después, en 1993, para ser nuevamente el número uno de la lista ilerdense del PP para las elecciones generales de ese mismo año. José Ignacio Llorens consiguió ser elegido y conservó su escaño en las elecciones de 1993 y 2000.
En 2004 el Partido Popular de Cataluña nombró a Jordi Montanya como sustituto de Llorens. Montanya, afín al presidente Josep Piqué no logró ser elegido, cosa que convirtió a Lérida, juntamente con Gerona, en la única provincia española en la que el PP no obtuvo ningún representante en el Congreso. Para las elecciones de 2008 la dirección nacional del partido forzó la elección de Llorens para encabezar una vez más la lista provincial, logrando recuperar el escaño perdido. Llorens volvió a ser cabeza de lista en las elecciones de 2011, repitiendo escaño, y nuevamente en las de 2015.
José Ignacio Llorens es actualmente portavoz de Agricultura del Grupo Parlamentario Popular.
El 13 de septiembre de 2018 José Ignacio Llorens y Jesús Posada, diputados del Partido Popular, fueron los únicos diputados de todo el hemiciclo que votaron en contra de la exhumación de los restos del dictador Franco del Valle de los Caídos, no obstante, según ambos, fue una equivocación a la hora de pulsar los botones de voto en el escaño.